# امپدوکلس ۶۱۵۲
سیارک ۶۱۵۲ (به انگلیسی: 6152 Empedocles، نامگذاری:1989GB3) شش هزار و صد و پنجاه و دومین سیارک کشف شده‌است که در ۳ آوریل ۱۹۸۹ کشف شد.
قدر مطلق سیارک برابر ۱۲٫۷۰ است.